# آبل کیروی
آبل کیروی (انگلیسی: Abel Kirui؛ زادهٔ ۶ آوریل ۱۹۸۲) دونده ماراتن اهل کنیا بود.
وی در مسابقات کشوری و بین‌المللی در مجموع برندهٔ ۲ مدال طلا، ۱ مدال نقره شده‌است.